# Албешть (Ясси)
Албешть, Албешті (рум. Albești) — село у повіті Ясси в Румунії. Входить до складу комуни Бреєшть.
Село розташоване на відстані 315 км на північ від Бухареста, 36 км на захід від Ясс.

## Населення
За даними перепису населення 2002 року у селі проживали 432 особи, усі — румуни. Усі жителі села рідною мовою назвали румунську.